# Aivalykus nitidus
Aivalykus nitidus är en stekelart som beskrevs av Sergey A. Belokobylskij och Chen 2002. Aivalykus nitidus ingår i släktet Aivalykus och familjen bracksteklar. Inga underarter finns listade i Catalogue of Life.